# Ołeksandr Chuzman
Ołeksandr Chuzman, ukr. Олександр Хузман (ur. 10 kwietnia 1962 w Żytomierzu) – ukraiński szachista i trener szachowy, reprezentant Izraela od 1995, arcymistrz od 1991 roku.

## Kariera szachowa
Pierwsze znaczące sukcesy zaczął odnosić w połowie lat 80. XX wieku. W 1986 r. podzielił V m. (za Władimirem Tukmakowem, Aleksandrem Chalifmanem, Nuchimem Raszkowskim i Jaanem Ehlvestem, wspólnie z Wiktorem Kuprejczykiem) w półfinale indywidualnych mistrzostw Związku Radzieckiego, rozegranym w Kujbyszewie, zajął również IV m. w mistrzostwach USRR (za Władimirem Małaniukiem, Jurijem Kruppą i Igorem Nowikowem), a w 1988 r. zwyciężył w kołowym turnieju w Baku.
Sukcesy w kolejnych latach:
- 1991 – dz. I m. we Vrnjackiej Banji (wspólnie z Weselinem Topałowem),
- 1994 – I m. w Amsterdamie (memoriał Jana Heine Donnera, turniej open), dz. II m. w mistrzostwach Izraela (za Leonidem Judasinem, wspólnie z Borysem Altermanem i Lwem Psachisem),
- 2000 – dz. I m. w Biel (open, wspólnie z Borysem Awruchem),
- 2003 – dz. I m. w Aszdodzie (wspólnie z Wadimem Miłowem, Wiktorem Michalewskim i Siergiejem Zagrebelnym),
- 2005 – III m. w Montrealu (za Wiktorem Michalewskim i Zacharem Jefimienko),
- 2006 – I m. w Montrealu (turniej B),
- 2007 – dz. II m. w Montrealu (open, za Andriejem Ryczagowem, wspólnie z m.in. Chanda Sandipanem, Abhijitem Kunte i Eduardasem Rozentalisem).

Od zmiany obywatelstwa należy do podstawowych zawodników reprezentacji Izraela. W 2014 r. zdobył w Beer Szewie srebrny medal indywidualnych mistrzostw kraju. Wielokrotnie reprezentował Izrael w turniejach drużynowych, m.in.:
- pięciokrotnie na olimpiadach szachowych (w latach 1996, 2000, 2002, 2004, 2006)[3],
- dwukrotnie na drużynowych mistrzostwach Europy (w latach 1997, 1999)[4].

Najwyższy ranking w dotychczasowej karierze osiągnął 1 lipca 1997 r., z wynikiem 2610 punktów dzielił wówczas 54-60. miejsce na światowej liście FIDE, jednocześnie dzieląc 2. miejsce (za Borysem Altermanem, wspólnie z Leonidem Judasinem) wśród izraelskich szachistów.